# Diego López (hiszpański piłkarz ur. 1981)
Diego López Rodríguez (ur. 3 listopada 1981 w Paradeli) – hiszpański piłkarz występujący na pozycji bramkarza. W trakcie swojej kariery występował także w CD Lugo, AD Alcorcón, Villarrealu, Sevilli oraz Realu Madryt. W 2009 roku wraz z reprezentacją Hiszpanii zajął trzecie miejsce na Pucharze Konfederacji.
Zakończył karierę 28 grudnia 2023r.

## Życie prywatne
11 czerwca 2011 Diego Lopez poślubił Irię Otero Rodriguez. Małżeństwo ma dwie córki, Zoe (16 marca 2012) i Biancę (9 maja 2015).

## Kariera klubowa

### Real Madryt
López urodził się w Paradela, Hiszpania. W wieku 19 lat przeniósł się z rodzinnego klubu CD Lugo i wstąpił w szeregi Realu Madryt C. Rozegrał w nim 57 meczów ligowych. W roku 2003 wstąpił do drużyny Real Madryt B. W sezonie 2005/2006 był rezerwowym podstawowej drużyny Realu Madryt. Zagrał w meczu Ligi Mistrzów, zastępując kontuzjowanego Ikera Casillasa.

### Villarreal
Pod koniec czerwca 2007 López przeszedł do Villarrealu za kwotę 6 milionów. Na początku był tylko rezerwowym bramkarzem, ale jego dobra gra została zauważona bardzo szybko. W pierwszym sezonie rozegrał 20 meczów, a także kilka w europejskich pucharach. W latach 2008–2009 López pomógł Villarrealowi zająć 5. miejsce w Primera División. W kolejnym sezonie Villarreal zajął 7. pozycję, López rozegrał wszystkie z możliwych meczów. W sezonie 2011/2012 López wpuścił 50 goli w lidze. W kolejnym sezonie zagrał w Lidze Mistrzów, jego drużyna nie wyszła z grupy.

### Sevilla i powrót do Realu

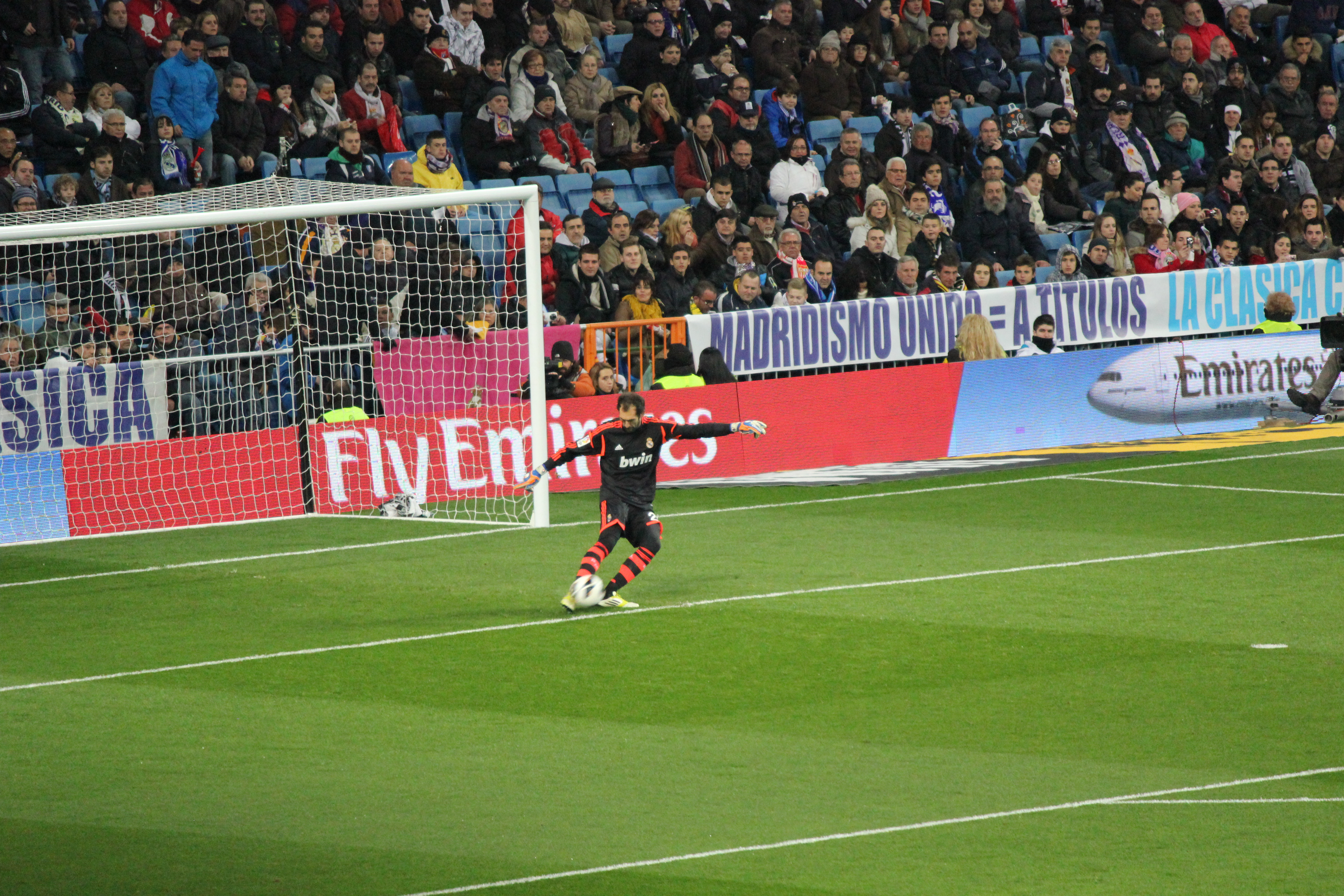
Diego López w barwach Realu Madryt w 2013 roku

22 maja 2012 López podpisał kontrakt z Sevillą. Wystąpił w niej przeciwko swojej byłej drużynie Realowi Madryt. 25 stycznia 2013, gdy Iker Casillas złamał palec lewej ręki z Valencią, José Mourinho postanowił kupić Diego Lópeza. Po kilku dniach zaliczył debiut w meczu Pucharu Króla z FC Barceloną, gdzie Real zremisował 1:1. López w samej końcówce meczu obronił strzał Jordiego Alby, który uratował Królewskim remis. Niestety w lidze pierwszy jego mecz został przegrany przez Real, kiedy to kolega z drużyny Cristiano Ronaldo strzelił samobójczą bramkę i jego drużyna przegrała z Granadą. Wystąpił także w rewanżowym meczu Pucharu Króla z FC Barceloną. Real Madryt wygrał to spotkanie 3:1 i awansował do finału. López został chwalony za bardzo dobre interwencje. Brał on także udział w meczach Ligi Mistrzów, gdzie zagrał z Manchester United na Santiago Bernabeu. Spotkanie zakończyło się remisem 1:1, choć w rewanżu królewscy wygrali 2:1. López został bramkarzem kolejki Ligi Mistrzów po tym, jak obronił bardzo groźnie strzały. Szczególnie w samej końcówce, kiedy to obronił strzał Vidicia oraz Ferdinanda. Po kilku dniach menadżer Manchesteru, Alex Ferguson powiedział, że gdyby nie López Real Madryt pożegnał by się z tymi rozgrywkami. W kolejnej rundzie jego drużyna wygrała 3:0 z Galatasaray SK. W rewanżu w Turcji, Królewscy musieli uznać wyższość Galaty przegrywając 2:3, mimo to awansowali do półfinału w którym mierzyli się z Borussią Dortmund. W półfinałowym meczu Ligi Mistrzów w sezonie 2012/2013 Real Madryt przegrał na wyjeździe z Borussią Dortmund 4:1. U siebie Los Blancos wygrali 2:0 co nie wystarczyło do awansu. Wystąpił także w finałowym meczu Pucharu Króla, gdzie Real przegrał z Atletico Madryt.

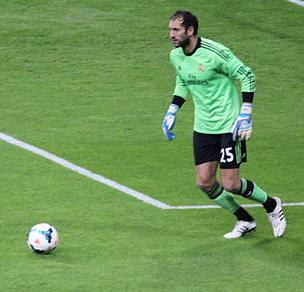
López podczas sezonu 2013/2014

Sezon 2013/14 López rozpoczął w pierwszym składzie. Zagrał w wygranym meczu z Betisem (2:1). Kolejny mecz znowu rozpoczął w pierwszym składzie, tym razem zachowując czyste konto. 14 września wpuścił 2 gole w meczu z Villarrealem, a mecz zakończył się wynikiem 2:2.
24 maja 2014 wygrał Ligę Mistrzów. Całe spotkanie przesiedział na ławce rezerwowych.

## Kariera reprezentacyjna
Diego López był powoływany do reprezentacji Hiszpanii, w meczach eliminacyjnych do Mistrzostw Świata 2010.

## Statystyki kariery
(aktualne na dzień 20 maja 2019)
| Klub                | Sezon              | Liga               | Liga  | Liga   | Puchar Krajowy | Puchar Krajowy | Europa | Europa | Inne  | Inne   | Suma  | Suma   |
| Klub                | Sezon              | Liga               | Mecze | Bramki | Mecze          | Bramki         | Mecze  | Bramki | Mecze | Bramki | Mecze | Bramki |
| ------------------- | ------------------ | ------------------ | ----- | ------ | -------------- | -------------- | ------ | ------ | ----- | ------ | ----- | ------ |
| Real Madryt B       | 2003/04            | Segunda División B | 1     | 0      | –              | –              | –      | –      | 5     | 0      | 6     | 0      |
| Real Madryt B       | 2004/05            | Segunda División B | 32    | 0      | –              | –              | –      | –      | 3     | 0      | 35    | 0      |
| Real Madryt B       | Ogólnie            | Ogólnie            | 33    | 0      | 0              | 0              | 0      | 0      | 8     | 0      | 41    | 0      |
| Real Madryt         | 2005/06            | Primera División   | 2     | 0      | 3              | 0              | 1      | 0      | –     | –      | 6     | 0      |
| Real Madryt         | 2006/07            | Primera División   | 0     | 0      | 4              | 0              | 1      | 0      | –     | –      | 5     | 0      |
| Real Madryt         | Ogólnie            | Ogólnie            | 2     | 0      | 7              | 0              | 2      | 0      | 0     | 0      | 11    | 0      |
| Villarreal CF       | 2007/08            | Primera División   | 20    | 0      | 6              | 12             | 8      | 0      | –     | –      | 34    | 0      |
| Villarreal CF       | 2008/09            | Primera División   | 38    | 0      | 0              | 0              | 9      | 0      | –     | –      | 47    | 0      |
| Villarreal CF       | 2009/10            | Primera División   | 38    | 0      | 2              | 0              | 9      | 0      | –     | –      | 49    | 0      |
| Villarreal CF       | 2010/11            | Primera División   | 38    | 0      | 2              | 0              | 15     | 0      | –     | –      | 55    | 0      |
| Villarreal CF       | 2011/12            | Primera División   | 37    | 0      | 0              | 0              | 8      | 0      | –     | –      | 45    | 0      |
| Villarreal CF       | Ogólnie            | Ogólnie            | 171   | 0      | 13             | 0              | 49     | 0      | 0     | 0      | 233   | 0      |
| Sevilla FC          | 2012/13            | Primera División   | 8     | 0      | 3              | 0              | –      | –      | –     | –      | 11    | 0      |
| Sevilla FC          | Ogólnie            | Ogólnie            | 8     | 0      | 3              | 0              | 0      | 0      | 0     | 0      | 11    | 0      |
| Real Madryt         | 2012/13            | Primera División   | 16    | 0      | 3              | 0              | 6      | 0      | –     | –      | 25    | 0      |
| Real Madryt         | 2013/14            | Primera División   | 36    | 0      | 0              | 0              | 1      | 0      | –     | –      | 37    | 0      |
| Real Madryt         | Ogólnie            | Ogólnie            | 52    | 0      | 3              | 0              | 7      | 0      | 0     | 0      | 62    | 0      |
| A.C. Milan          | 2014/15            | Serie A            | 28    | 0      | 0              | 0              | –      | –      | –     | –      | 28    | 0      |
| A.C. Milan          | 2015/16            | Serie A            | 8     | 0      | 1              | 0              | –      | –      | –     | –      | 9     | 0      |
| A.C. Milan          | Ogólnie            | Ogólnie            | 36    | 0      | 1              | 0              | 0      | 0      | 0     | 0      | 37    | 0      |
| RCD Espanyol (wyp.) | 2016/17            | Primera División   | 35    | 0      | 0              | 0              | 0      | 0      | –     | –      | 35    | 0      |
| RCD Espanyol (wyp.) | 2017/18            | Primera División   | 9     | 0      | 5              | 0              | 0      | 0      | –     | –      | 14    | 0      |
| RCD Espanyol (wyp.) | 2018/19            | Primera División   | 38    | 0      | 0              | 0              | 0      | 0      | –     | –      | 38    | 0      |
| RCD Espanyol (wyp.) | Ogólnie            | Ogólnie            | 83    | 0      | 5              | 0              | 0      | 0      | 0     | 0      | 88    | 0      |
| Ogólnie w karierze  | Ogólnie w karierze | Ogólnie w karierze | 385   | 0      | 29             | 0              | 59     | 0      | 8     | 0      | 482   | 0      |

## Sukcesy

### Real Madryt
- Mistrzostwo Hiszpanii (1x): 2006/2007
- Puchar Króla (1x): 2013/2014
- Liga Mistrzów UEFA (1x): 2013/2014